# أندي راتس
أندي راتس (بالإنجليزية: Andy Racz)‏ هو لاعب كرة قدم أمريكي، ولد في 1932 في الولايات المتحدة. شارك مع منتخب الولايات المتحدة لكرة القدم. أما مع النوادي، فقد لعب مع Philadelphia Ukrainians ‏.